# Льговский район
Льго́вский район — административно-территориальная единица (район) и муниципальное образование (муниципальный район) на западе центральной части Курской области России.
Административный центр — город Льгов (в район не входит).

## География
Площадь 1030 км². Граничит с Кореневским, Рыльским, Хомутовским, Курчатовским, Большесолдатским, Конышевским и Суджанским районами Курской области.
Основные реки — Сейм, Опока, Бык, Прут, Бобрик, Белая Локня.

## История
Район образован 30 июля 1928 года в составе Льговского округа Центрально-Чернозёмной области. В 1930 году округа были упразднены, район перешёл в непосредственное подчинение областному центру Центрально-Чернозёмной области (Воронеж). В 1934 году вошёл в состав новообразованной Курской области. 1 февраля 1963 года в состав Льговского района была включена территория упразднённого Иванинского района. 23 марта 1977 года из восточной части района был выделен Курчатовский район.

## Население
| 2002    | 2007    | 2009    | 2010    | 2011    | 2012    | 2013    | 2014    | 2015    |
| ------- | ------- | ------- | ------- | ------- | ------- | ------- | ------- | ------- |
| 19 313  | ↘16 416 | ↘15 985 | ↘14 451 | ↘14 339 | ↘13 852 | ↘13 379 | ↘13 123 | ↘12 820 |
| 2016    | 2017    | 2018    | 2019    | 2020    | 2021    |         |         |         |
| ↘12 364 | ↘12 003 | ↘11 657 | ↘11 320 | ↘10 946 | ↗11 942 |         |         |         |

### Национальный состав
По итогам переписи населения 2020 года проживали следующие национальности (национальности менее 0,1 % и другое, см. в сноске к строке «Другие»):
| Национальность | Численность, чел. | Доля     |
| -------------- | ----------------- | -------- |
| Русские        | 11 327            | 94,85 %  |
| Украинцы       | 71                | 0,59 %   |
| Азербайджанцы  | 50                | 0,42 %   |
| Киргизы        | 41                | 0,34 %   |
| Армяне         | 33                | 0,28 %   |
| Молдаване      | 22                | 0,18 %   |
| Узбеки         | 20                | 0,17 %   |
| Грузины        | 12                | 0,10 %   |
| Другие         | 366               | 3,07 %   |
| Итого          | 11 942            | 100,00 % |

## Административное деление
Льговский район как административно-территориальная единица включает 17 сельсоветов.
В рамках организации местного самоуправления в муниципальный район входят 8 муниципальных образований со статусом сельского поселения:
| № | Муниципальное образование  | Административный центр | Количество населённых пунктов | Население (чел.) | Площадь (км²) |
| - | -------------------------- | ---------------------- | ----------------------------- | ---------------- | ------------- |
| 1 | Большеугонский сельсовет   | село Большие Угоны     | 9                             | ↗2054            | 125,90        |
| 2 | Вышнедеревенский сельсовет | село Вышние Деревеньки | 28                            | ↘1934            | 286,55        |
| 3 | Городенский сельсовет      | село Городенск         | 8                             | ↗1303            | 100,85        |
| 4 | Густомойский сельсовет     | село Густомой          | 16                            | ↗1609            | 222,90        |
| 5 | Иванчиковский сельсовет    | село Иванчиково        | 11                            | ↗1001            | 106,20        |
| 6 | Кудинцевский сельсовет     | село Кудинцево         | 4                             | ↘1188            | 57,90         |
| 7 | Марицкий сельсовет         | село Марица            | 7                             | ↗846             | 50,71         |
| 8 | Селекционный сельсовет     | посёлок Селекционный   | 8                             | ↗2007            | 78,53         |

В ходе муниципальной реформы 2006 года в составе новообразованного муниципального района законом Курской области от 21 октября 2004 года в границах сельсоветов были созданы 17 муниципальных образований со статусом сельского поселения.
Законом Курской области от 26 апреля 2010 года был упразднён ряд сельских поселений: Ольшанский сельсовет (включён в Иванчиковский сельсовет); Цуканово-Бобрикский, Кромбыковский и Малеевский сельсоветы (включены в Вышнедеревенский сельсовет); Борисовский сельсовет (включён в Городенский сельсовет); Фитижский сельсовет (включён в Селекционный сельсовет); Износковский и Банищанский сельсоветы (включены в Густомойский сельсовет); Сугровский сельсовет (включён в Большеугонский сельсовет). Соответствующие сельсоветы как административно-территориальные единицы упразднены не были.

## Населённые пункты
В Льговском районе 91 населённый пункт (все — сельские).
| №  | Населённый пункт     | Тип             | Население | Муниципальное образование  |
| -- | -------------------- | --------------- | --------- | -------------------------- |
| 1  | Александровка        | деревня         | ↘31       | Вышнедеревенский сельсовет |
| 2  | Анастасьевка         | деревня         | ↘6        | Вышнедеревенский сельсовет |
| 3  | Арсеньевка           | деревня         | ↘59       | Вышнедеревенский сельсовет |
| 4  | Артаково             | посёлок станции | ↘21       | Селекционный сельсовет     |
| 5  | Банищи               | село            | ↘717      | Густомойский сельсовет     |
| 6  | Беженцев             | хутор           | ↘14       | Вышнедеревенский сельсовет |
| 7  | Большая Орловка      | деревня         | ↘163      | Вышнедеревенский сельсовет |
| 8  | Большие Угоны        | село            | ↘722      | Большеугонский сельсовет   |
| 9  | Борисовка            | село            | ↘189      | Городенский сельсовет      |
| 10 | Букреево-Бобрик      | деревня         | ↘62       | Вышнедеревенский сельсовет |
| 11 | Булгаковка           | деревня         | ↘81       | Вышнедеревенский сельсовет |
| 12 | Васильевка           | деревня         | ↘7        | Вышнедеревенский сельсовет |
| 13 | Веселая Поляна       | хутор           | ↘16       | Вышнедеревенский сельсовет |
| 14 | Викторовка           | посёлок         | ↘10       | Селекционный сельсовет     |
| 15 | Волжин               | хутор           | ↘0        | Вышнедеревенский сельсовет |
| 16 | Воронино             | деревня         | ↘559      | Кудинцевский сельсовет     |
| 17 | Вышние Деревеньки    | село            | ↘283      | Вышнедеревенский сельсовет |
| 18 | Глиница              | село            | ↘67       | Селекционный сельсовет     |
| 19 | Глушица              | деревня         | ↘34       | Большеугонский сельсовет   |
| 20 | Горностаевка         | деревня         | ↘13       | Густомойский сельсовет     |
| 21 | Городенск            | село            | ↘485      | Городенский сельсовет      |
| 22 | Густомой             | село            | ↘527      | Густомойский сельсовет     |
| 23 | Деревеньки           | посёлок станции | ↘61       | Вышнедеревенский сельсовет |
| 24 | Дурово-Бобрик        | село            | ↘76       | Вышнедеревенский сельсовет |
| 25 | Дьяковка             | деревня         | ↘24       | Вышнедеревенский сельсовет |
| 26 | Екатериновка         | деревня         | ↘14       | Вышнедеревенский сельсовет |
| 27 | Жилище               | хутор           | ↘9        | Густомойский сельсовет     |
| 28 | Иванчиково           | село            | ↘370      | Иванчиковский сельсовет    |
| 29 | Износково            | село            | ↘205      | Густомойский сельсовет     |
| 30 | Карасевка            | деревня         | ↘126      | Большеугонский сельсовет   |
| 31 | Кирпичный            | хутор           | ↘9        | Густомойский сельсовет     |
| 32 | Клишино              | деревня         | ↘175      | Большеугонский сельсовет   |
| 33 | Козьи Угоны          | деревня         | ↘65       | Большеугонский сельсовет   |
| 34 | Колонтаевка          | посёлок         | ↘358      | Густомойский сельсовет     |
| 35 | Кочановка            | деревня         | ↘79       | Селекционный сельсовет     |
| 36 | Кочетно              | село            | ↘13       | Иванчиковский сельсовет    |
| 37 | Красная Дубрава      | хутор           | ↘39       | Марицкий сельсовет         |
| 38 | Красная Заря         | хутор           | ↘5        | Густомойский сельсовет     |
| 39 | Красная Новь         | деревня         | ↘43       | Вышнедеревенский сельсовет |
| 40 | Краснозаводской      | посёлок         | ↘24       | Иванчиковский сельсовет    |
| 41 | Красный Пахарь       | хутор           | ↘13       | Марицкий сельсовет         |
| 42 | Красный Юрок         | хутор           | ↘5        | Иванчиковский сельсовет    |
| 43 | Кромские Быки        | село            | ↘307      | Вышнедеревенский сельсовет |
| 44 | Кудинцево            | село            | ↘521      | Кудинцевский сельсовет     |
| 45 | Левшинка             | деревня         | ↘104      | Вышнедеревенский сельсовет |
| 46 | Левшинка             | село            | ↘176      | Вышнедеревенский сельсовет |
| 47 | Любомировка          | деревня         | ↘70       | Вышнедеревенский сельсовет |
| 48 | Люшинка              | деревня         | ↘59       | Городенский сельсовет      |
| 49 | Малеевка             | село            | ↘160      | Вышнедеревенский сельсовет |
| 50 | Малые Угоны          | село            | ↘122      | Большеугонский сельсовет   |
| 51 | Марица               | село            | ↘655      | Марицкий сельсовет         |
| 52 | Милютино             | деревня         | ↘48       | Вышнедеревенский сельсовет |
| 53 | Надеждовка           | деревня         | ↘68       | Густомойский сельсовет     |
| 54 | Нижние Деревеньки    | село            | ↘583      | Большеугонский сельсовет   |
| 55 | Николаевка           | деревня         | ↘35       | Городенский сельсовет      |
| 56 | Николаевка           | деревня         | ↘47       | Марицкий сельсовет         |
| 57 | Новые Пруды          | хутор           | ↘7        | Марицкий сельсовет         |
| 58 | Новый Мир            | село            | ↘70       | Селекционный сельсовет     |
| 59 | Октябрьский          | хутор           | ↘12       | Городенский сельсовет      |
| 60 | Ольшанка             | село            | ↘456      | Иванчиковский сельсовет    |
| 61 | Песочный             | хутор           | ↘9        | Иванчиковский сельсовет    |
| 62 | Погореловка          | деревня         | ↘127      | Городенский сельсовет      |
| 63 | Полячково            | деревня         | ↘227      | Иванчиковский сельсовет    |
| 64 | Понура               | хутор           | ↗9        | Иванчиковский сельсовет    |
| 65 | Предпанкеевский      | посёлок         | ↘3        | Иванчиковский сельсовет    |
| 66 | Пригородная Слободка | село            | ↘551      | Городенский сельсовет      |
| 67 | Пристень             | деревня         | ↘48       | Густомойский сельсовет     |
| 68 | Ревельский           | хутор           | →0        | Густомойский сельсовет     |
| 69 | Речица               | село            | ↘68       | Городенский сельсовет      |
| 70 | Селекционный         | посёлок         | ↘961      | Селекционный сельсовет     |
| 71 | Семеновка            | деревня         | ↘61       | Вышнедеревенский сельсовет |
| 72 | Сергеевка            | деревня         | ↘274      | Кудинцевский сельсовет     |
| 73 | Серебряный           | хутор           | ↘6        | Густомойский сельсовет     |
| 74 | Стремоуховка         | деревня         | ↘119      | Густомойский сельсовет     |
| 75 | Стремоухово-Бобрик   | село            | ↘140      | Вышнедеревенский сельсовет |
| 76 | Сугрово              | село            | ↘316      | Большеугонский сельсовет   |
| 77 | Телятниково          | село            | ↘135      | Иванчиковский сельсовет    |
| 78 | Фитиж                | село            | ↘457      | Селекционный сельсовет     |
| 79 | Холм                 | хутор           | ↘9        | Густомойский сельсовет     |
| 80 | Хряпник              | хутор           | ↘0        | Марицкий сельсовет         |
| 81 | Цуканово-Бобрик      | село            | ↘189      | Вышнедеревенский сельсовет |
| 82 | Черемошки            | село            | ↘301      | Вышнедеревенский сельсовет |
| 83 | Шапошниково          | деревня         | ↘4        | Вышнедеревенский сельсовет |
| 84 | Шерекино             | посёлок станции | ↘171      | Кудинцевский сельсовет     |
| 85 | Шерекино             | деревня         | ↘660      | Селекционный сельсовет     |
| 86 | Шерекинский          | посёлок         | ↘125      | Марицкий сельсовет         |
| 87 | Эммануиловка         | деревня         | ↘113      | Большеугонский сельсовет   |
| 88 | Яблоновый            | посёлок         | ↘52       | Вышнедеревенский сельсовет |
| 89 | 1-й Зябкин           | хутор           | ↗20       | Густомойский сельсовет     |
| 90 | 20 Лет Октября       | хутор           | ↘2        | Иванчиковский сельсовет    |
| 91 | 2-й Зябкин           | хутор           | ↘15       | Густомойский сельсовет     |

## Транспорт
Через район проходят железнодорожные линии на Брянск, Орёл, Воронеж, Курск, Украину.

## Археология
Марицкое городище у села Марица Льговского района Курской области. Относится к скифоидным (зольничным) памятникам лесостепных культур Посемья. По мнению А. И. Пузиковой найденный на городище грунтовый могильник, состоящий из восьми совершенных по обряду трупоположения погребений, был оставлен не жившими на Марицком городище носителями скифоидной культуры, а пришедшим им на смену населением юхновской культуры. Характерной особенностью данного могильника является не только нестабильность ориентировки, но и наличие парных погребений (зачастую покойники положены валетом), захоронения в заброшенной мусорной яме, разнообразные позы костяков. Вполне возможно, однако не факт, что данный могильник возник после какого-то военного столкновения. Материалы раскопок Марицкого городища представлены в Курском областном краеведческом музее в витрине «Марица — городище эпохи раннего железа VI—V вв. до н. э.».

## Известные уроженцы
- Шатохин, Иван Григорьевич (1921—1944) — Герой Советского Союза, командир стрелковой роты 172-го гвардейского стрелкового полка. Родился в д. Орловка.
- Кулаков, Фёдор Давыдович (1918 - 1978)  — советский партийный и государственный деятель. Родился в селе Фитиж.
- Потураев, Валентин Никитич (1922)  - учёный-механик,  академик АН УССР. Родился в селе Густомой.
- Репин, Николай Никитович (1932)  — русский советский живописец, Народный художник Российской Федерации. Родился в  селе Банищи.